# Finala Campionatului Mondial de Fotbal 2014

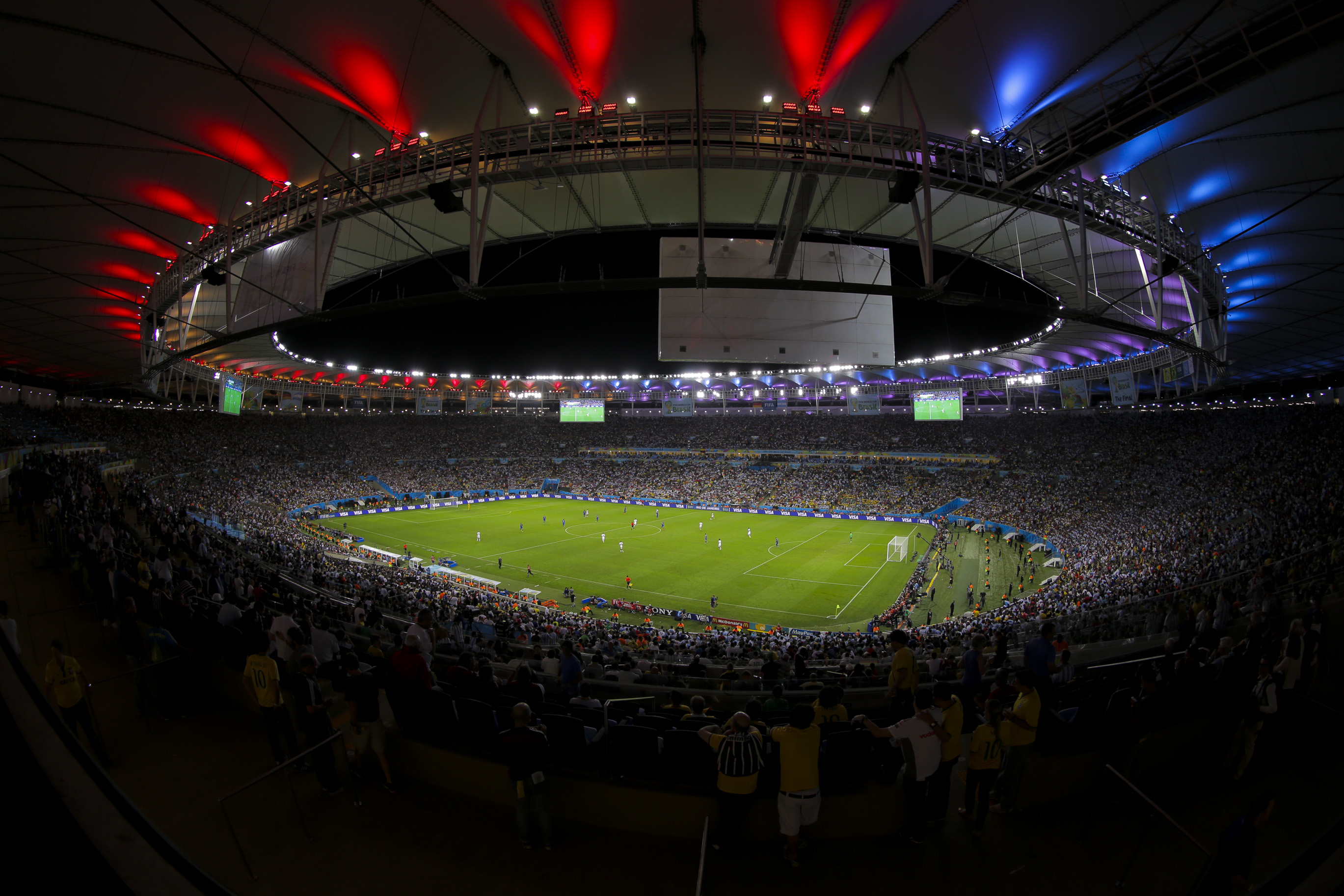
Finala pe Maracanã.

Finala Campionatului Mondial de Fotbal 2014 este un meci de fotbal care a avut loc pe 13 iulie 2014 pe Estádio do Maracanã din Rio de Janeiro și a determinat câștigătoarea Campionatului Mondial de Fotbal 2014. Meciul a început la ora locală 16:00 (UTC–3).
Finala s-a jucat între Germania și Argentina. Cele două echipe s-au mai întâlnit în finalele din 1986 și 1990, cu câte o victorie de fiecare parte, și, în acest fel, a devenit cea mai repetată finală a Campionatului Mondial. 
Germania a ajuns de șapte ori în finală (de șase ori ca Germania de Vest în perioada 1954–1990), câștigând de trei ori (1954, 1974 și 1990) și pierzând de patru ori (1966, 1982, 1986, 2002); în timp ce Argentina a ajuns de patru ori în finală, unde a câștigat de două ori (1978, 1986), și a pierdut tot de două ori (1930, 1990).
Germania a câștigat meciul în prelungiri, cu ajutorul unui gol marcat de Mario Götze. Acest rezultat a marcat primul trofeul al Germaniei după reunificarea din 1990, dar și primul lor Campionat Mondial câștigat în afara Europei. Victoria Germaniei a însemnat al treilea trofeu consecutiv al europenilor la Campionatele Mondiale, după cele câștigate de Italia în 2006 și Spania în 2010. Germania este prima țară europeană care câștigă trofeul în cele două Americi. Datorită acestei victorii, Germania s-a calificat pentru Cupa Confederațiilor FIFA 2017.

## Fundal
Cele două echipe s-au mai întâlnit în 20 de meciuri anterioare: șase au fost câștigate de Germania, 5 s-au terminat la egalitate, iar cele 9 rămase au fost câștigate de Argentina, cu amândouă echipe marcând un total de 28 de goluri. Șase dintre aceste meciuri au fost la un Campionat Mondial, iar două dintre ele au fost în finală: Argentina a învins Germania de Vest în finala din 1986 și a ridicat cel de-al doilea trofeu, în timp ce Germania de Vest a învins Argentina în finala din 1990 și a ridicat cele de-al treilea trofeu. 
| Alte întâlniri la Campionatul Mondial între cele două: |
| --- |
| - 1958: Germania de Vest 3–1 Argentina - 1966: Germania de Vest 0–0 Argentina - 2006: Germania 0–0 Argentina d.p. (Germania a câștigat cu 4–2 la loviturile de departajare) - 2010: Germania 4–0 Argentina |

Printre jucătorii din lotul actual, următorii jucători au evoluat și la întâlnirile din 2006 și 2010: Klose a înscris un gol în meciul din 2006 și două goluri în meciul din 2010, în timp ce Müller a înscris un gol în meciul din 2010. Antrenorul Germaniei, Joachim Löw, era antrenorul secund în 2006 și antrenorul principal în 2010.
| Alte apariții ale jucătorilor din cele două echipe: | Alte apariții ale jucătorilor din cele două echipe: |
| --------------------------------------------------- | --- |
| 2006                                                | - Germania: Miroslav Klose, Philipp Lahm, Per Mertesacker, Lukas Podolski, și Bastian Schweinsteiger; - Argentina: Javier Mascherano și Maxi Rodríguez (Lionel Messi și Rodrigo Palacio erau pe banca de rezerve) |
| 2010                                                | - Germania: Jérôme Boateng, Sami Khedira, Miroslav Klose, Toni Kroos (rezervă), Philipp Lahm, Per Mertesacker, Thomas Müller, Manuel Neuer, Mesut Özil, Lukas Podolski, și Bastian Schweinsteiger; - Argentina: Sergio Agüero (rezervă), Martín Demichelis, Ángel di María, Gonzalo Higuaín, Javier Mascherano, Lionel Messi, Maxi Rodríguez, și Sergio Romero (Mariano Andújar era pe banca de rezerve) |

Cea mai recentă întâlnire dintre cele două a fost pe 15 august 2012, pe Commerzbank-Arena din Frankfurt, meci câștigat de Argentina cu scorul de 3–1. Înainte de turneu, cele două au stabilit să joace un meci amical pe 3 septembrie 2014, acesta urmând să fie primul meci dintre cele două după Campionatul Mondial.

## Drumul spre finală
| Echipă                     | MJ | V | E | Î | GM | GP | G  | Pct |
| -------------------------- | -- | - | - | - | -- | -- | -- | --- |
| Germania                   | 3  | 2 | 1 | 0 | 7  | 2  | +5 | 7   |
| Statele Unite ale Americii | 3  | 1 | 1 | 1 | 4  | 4  | 0  | 4   |
| Portugalia                 | 3  | 1 | 1 | 1 | 4  | 7  | −3 | 4   |
| Ghana                      | 3  | 0 | 1 | 2 | 4  | 6  | −2 | 1   |

| Echipă                | MJ | V | E | Î | GM | GP | G  | Pct. |
| --------------------- | -- | - | - | - | -- | -- | -- | ---- |
| Argentina             | 3  | 3 | 0 | 0 | 6  | 3  | +3 | 9    |
| Nigeria               | 3  | 1 | 1 | 1 | 3  | 3  | 0  | 4    |
| Bosnia și Herțegovina | 3  | 1 | 0 | 2 | 4  | 4  | 0  | 3    |
| Iran                  | 3  | 0 | 1 | 2 | 1  | 4  | –3 | 1    |

### Bazele de cantonament și stadioanele
| Echipă    | Bază de cantonament         | Prima rundă    | A doua rundă   | A treia rundă | Optimi       | Sferturi       | Semifinale     |
| --------- | --------------------------- | -------------- | -------------- | ------------- | ------------ | -------------- | -------------- |
| Argentina | Vespasiano (Minas Gerais)   | Rio de Janeiro | Belo Horizonte | Porto Alegre  | São Paulo    | Brasília       | São Paulo      |
| Germania  | Santa Cruz Cabrália (Bahia) | Salvador       | Fortaleza      | Recife        | Porto Alegre | Rio de Janeiro | Belo Horizonte |

Germania a ales să-și construiască propria bază de cantonament (Campo Bahia) în nord-estul Braziliei; costul total a fost de 25 de milioane de lire sterline. Germanii au ajuns în Brazilia pe 8 iunie 2014.

## Mingea oficială
Mingea oficială pentru Finala Campionatului Mondial de Fotbal 2014, arătată pe 29 mai 2014, a fost "Brazuca Final Rio". Designul acestei mingi a fost inspirat de culorile verde și auriu de pe Trofeul Campionatului Mondial. Această minge este a treia care a fost făcută special pentru o finală de Campionat Mondial, după Adidas Teamgeist în 2006 și Adidas Jabulani în 2010.

## Oficialii meciului

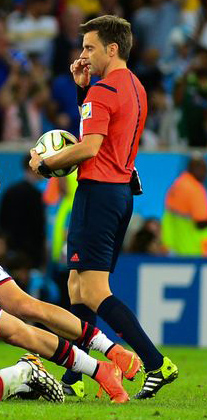
Nicola Rizzoli final Alemanha Argentina Copa do Mundo 2014

Italianul Nicola Rizzoli a fost desemnat pentru a conduce această finală, împreună cu compatrioții Renato Faverani și Andrea Stefani ca arbitri de tușă, în timp ce Carlos Vera din Ecuador este arbitrul de rezervă. La acest turneu, Rizzoli a mai condus meciurile Spania–Olanda, Nigeria–Argentina, din faza grupelor, și meciul din sferturi dintre Argentina și Belgia. El a mai condus finala UEFA Europa League din 2010 și finala Ligii Campionilor din 2013, dar a mai arbitrat meciuri și de la Campionatul Mondial al Cluburilor FIFA 2011, Campionatul European de Fotbal din 2012, precum și de la Campionatul Mondial U-20 FIFA 2013. El va fi al treilea arbitru italian care va conduce o finală de Campionat Mondial, după Sergio Gonella în 1978 și Pierluigi Collina în 2002.

## Meciul

### Rezumat

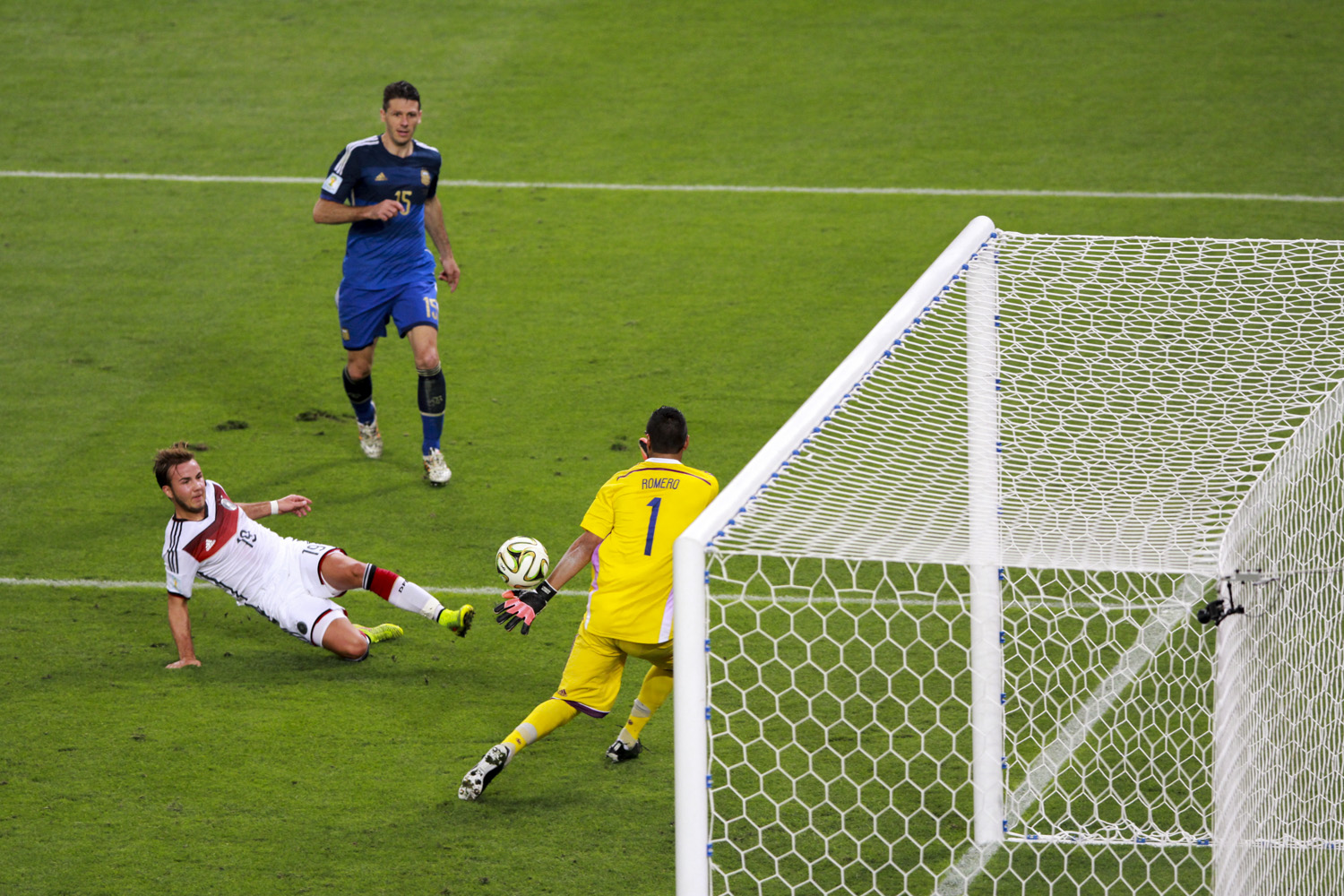
Götze marcând golul câștigător pentru Germania.

Mario Götze a înscris golul câștigător în prelungiri (minutul 113), atunci când a reținut cu pieptul pasa venită de pe partea stângă a lui André Schürrle și a înscris din alunecare cu piciorul stâng.	
El a devenit prima rezervă care a înscris golul câștigător la un Campionat Mondial, precum și cel mai tânăr jucător care a înscris într-o finală de Campionat Mondial (aceeași vârstă ca și Wolfgang Weber în 1966). În afară de golul lui Götze, Germania ar mai fi putut înscrie la alte nenumărate ocazii, inclusiv la o lovitură de cap a lui Benedikt Höwedes, care a lovit bara chiar înainte de pauză. Schürrle a mai avut un șut amenințător spre poartă, din pasa lui Götze, dar portarul argentinian, Sergio Romero, a reușit să pareze.
Atacantul argentinian Gonzalo Higuaín a ratat o bună șansă de gol în prima repriză, după ce nu a lovit cum trebuie mingea venită de la o pasă greșită a lui Toni Kroos. El a mai avut și un gol anulat pentru offside, tot în prima repriză, atunci când a primit o pasă de pe partea dreaptă de la Ezequiel Lavezzi. Lionel Messi a ratat o șansă foarte bună în a doua repriză, după ce a trecut de apărarea germană și a ajuns în careul de 6 metri. În minutele de prelungire, Rodrigo Palacio a încercat să-l lobeze pe Manuel Neuer, după ce Mats Hummels a făcut o greșeală uriașă în apărare, dar mingea a trecut pe lângă poartă.

### Detalii
| Germania   | 1–0 (d.p.) | Argentina |
| ---------- | ---------- | --------- |
| Götze 113' | Raport     |           |

| Germania | Argentina |

| P           | 1  | Manuel Neuer           |     |      |
| FD          | 16 | Philipp Lahm (c)       |     |      |
| FC          | 20 | Jérôme Boateng         |     |      |
| FC          | 5  | Mats Hummels           |     |      |
| FS          | 4  | Benedikt Höwedes       | 34' |      |
| MC          | 23 | Christoph Kramer       |     | 31'  |
| MC          | 7  | Bastian Schweinsteiger | 29' |      |
| ED          | 13 | Thomas Müller          |     |      |
| MI          | 18 | Toni Kroos             |     |      |
| ED          | 8  | Mesut Özil             |     | 120' |
| AC          | 11 | Miroslav Klose         |     | 88'  |
| Schimbări:  |    |                        |     |      |
| A           | 9  | André Schürrle         |     | 31'  |
| F           | 17 | Per Mertesacker        |     | 120' |
| A           | 19 | Mario Götze            |     | 88'  |
| Antrenor:   |    |                        |     |      |
| Joachim Löw |    |                        |     |      |

| P                 | 1  | Sergio Romero     |     |     |
| FD                | 4  | Pablo Zabaleta    |     |     |
| FC                | 15 | Martín Demichelis |     |     |
| FC                | 2  | Ezequiel Garay    |     |     |
| FS                | 16 | Marcos Rojo       |     |     |
| MC                | 14 | Javier Mascherano | 64' |     |
| MC                | 6  | Lucas Biglia      |     |     |
| ED                | 8  | Enzo Pérez        |     | 86' |
| ES                | 22 | Ezequiel Lavezzi  |     | 46' |
| AC                | 10 | Lionel Messi (c)  |     |     |
| AC                | 9  | Gonzalo Higuaín   |     | 78' |
| Schimbări:        |    |                   |     |     |
| M                 | 5  | Fernando Gago     |     | 86' |
| A                 | 18 | Rodrigo Palacio   |     | 78' |
| A                 | 20 | Sergio Agüero     | 64' | 46' |
| Antrenor:         |    |                   |     |     |
| Alejandro Sabella |    |                   |     |     |

| Omul meciului: Mario Götze (Germania) Arbitri asistenți: Renato Faverani (Italia) Andrea Stefani (Italia) Arbitru de rezervă: Carlos Vera (Ecuador) Al cincilea oficial: Christian Lescano (Ecuador) | Regulile meciului: - 90 de minute. - 30 de minute de prelungiri, dacă este nevoie. - Lovituri de departajare dacă scorul rămâne egal. - Douăsprezece rezerve. - Maximum trei schimbări. |

### Statistici
| Total             | Germania | Argentina |
| ----------------- | -------- | --------- |
| Goluri marcate    | 1        | 0         |
| Șuturi            | 10       | 10        |
| Șuturi pe poartă  | 7        | 2         |
| Posesie           | 60%      | 40%       |
| Lovituri de colț  | 5        | 3         |
| Faulturi comise   | 20       | 17        |
| Offside-uri       | 3        | 2         |
| Parade            | 2        | 6         |
| Cartonașe galbene | 2        | 2         |
| Cartonașe roșii   | 0        | 0         |

## Oaspeți speciali

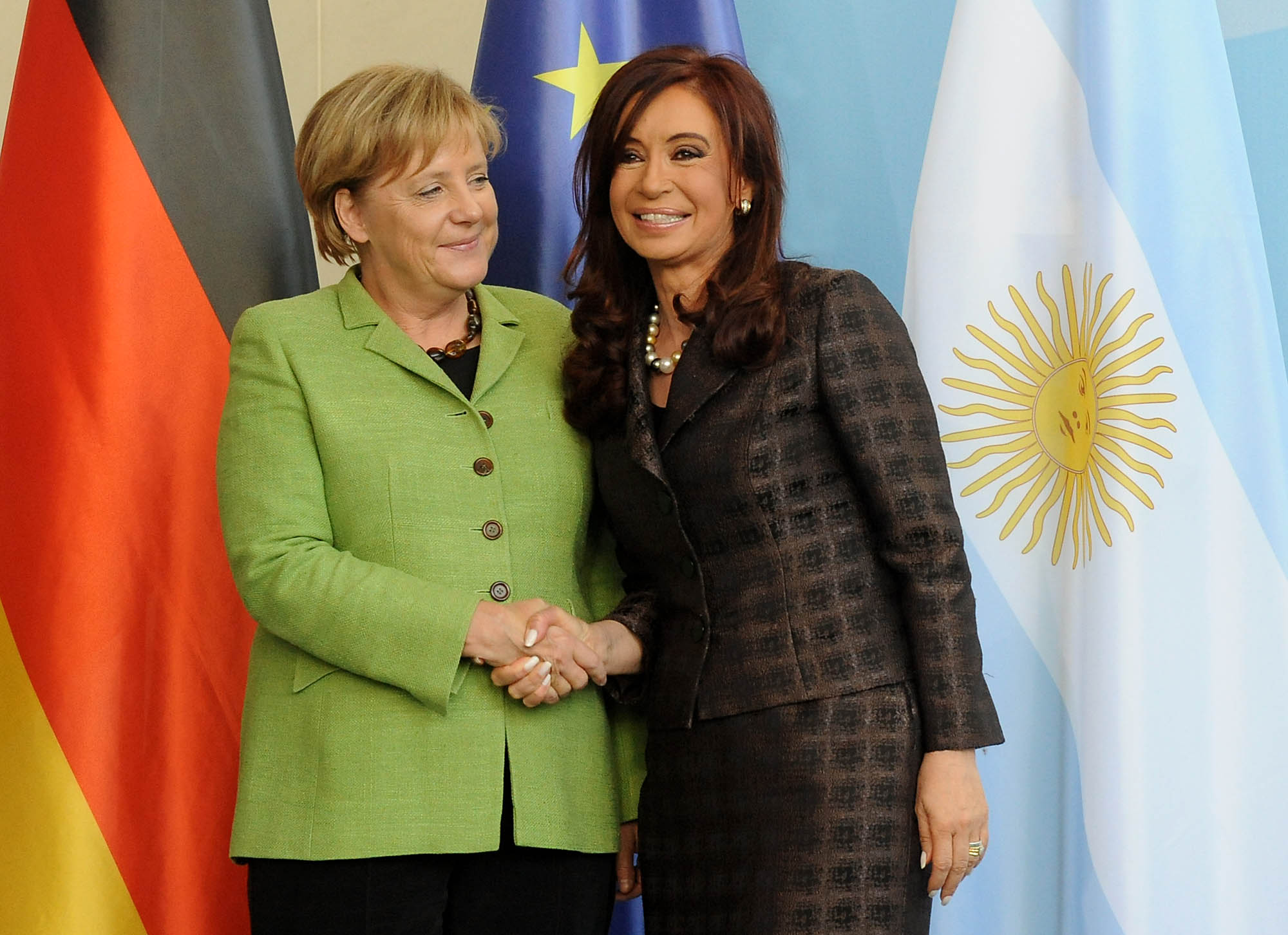
Cancelarul Germaniei, Angela Merkel (stânga), a urmărit finala, dar președintele Argentinei, Cristina Fernández de Kirchner (dreapta), a lipsit din motive de sănătate.

Președintele brazilian Dilma Rousseff i-a invitat pe liderii BRICS la această finală care a avut loc cu două zile înainte celui de-al 6-lea summit BRICS (15-17 iulie 2014). Printre invitați s-au numărat și liderii Vladimir Putin, președintele Rusiei, și Jacob Zuma, președintele Africii de Sud. Președintele Chinei, Xi Jinping, și prim-ministrul indian Narendra Modi nu au luat parte la eveniment. Alți lideri care au mai luat parte la eveniment au fost Viktor Orbán (Ungaria), Ali Bongo Ondimba (Gabon) și Gaston Browne (Antigua și Barbuda), ceea ce i-a făcut pe cei de la The Guardian să catalogheze evenimentul ca unul "bizar și ciudat". Șeful de stat al Braziliei a înmânat trofeul echipei câștigătoare la festivitatea de premiere. Rousseff a înmânat trofeul la festivitatea de premiere.
Președintele german Joachim Gauck și cancelarul Angela Merkel au fost și ei prezenți la finală. Merkel a mai fost prezentă la meciul dinte Germania și Portugalia, jucat la Salvador, acolo unde germanii au câștigat cu scorul de 4–0.

Președintele Argentinei, Cristina Fernández de Kirchner, a lipsit pentru că era ziua nepotului ei, dar și din motive de sănătate.
Câteva celebrități au luat parte la finală, precum Shakira, Mick Jagger, David Beckham, Plácido Domingo Jr., Ashton Kutcher, Daniel Craig, Tom Brady, LeBron James, Pelé.

## Festivități
Înainte de meci, au cântat Shakira, Carlinhos Brown, Carlos Santana, Wyclef Jean, Ivete Sangalo și Alexandre Pires. Fotomodelul brazilian Gisele Bündchen și fostul jucător spaniol Carles Puyol (căpitanul echipei câștigătoare din 2010) au dezvăluit trofeul Campionatului Mondial lumii, înainte de meci.